# Keka
keka és una interfície gràfica d'usuari per a Mac OS X de p7zip, la versió en terminal de 7-Zip per a UNIX.

## Formats soportats
- 7z (.7z)
- ZIP (.zip)
- Gzip (.gz)
- Bzip2 (.bz2)
- Tar (.tar)

## Formats soportats (només extracció)
- RAR (.rar)
- ACE (.ace)